# HD 138769
HD 138769，又名CD-4410239，SAO 225950、HR 5781，是一颗恒星，视星等为4.54，位于銀經331.02，銀緯8.76，其B1900.0坐标为赤經15h 28m 59.9s，赤緯-44° 8.76′ 24″。